# Carl August Lorentzen
Carl August Lorentzen (* 11. Oktober 1896 in Frederiksberg; † 1. Juni 1957 oder 1958  in Horsens) war ein dänischer Einbrecher, der durch seinen spektakulären Ausbruch aus der Strafanstalt Horsens vom 22. Dezember 1949 bekannt wurde.

## Leben
Carl August Lorentzen wurde 1896 als drittes von vier Kindern des Schmieds Niels Jørgen Carl Lorentzen und der Caroline Augusta in Frederiksberg geboren. Die ersten beiden Kinder waren in Anbetracht der finanziellen Verhältnisse der Familie zur Adoption freigegeben worden. Nachdem sich die Eltern 1905 hatten scheiden lassen, blieb Carl August zunächst bei seinem Vater. Wegen anhaltender Alkoholprobleme des Vaters zog Carl August mit zwölf Jahren zu seiner Mutter, die ihm eine erste Anstellung als Kellner verschaffte. Nach ersten Konflikten mit dem Gesetz setzte sich Lorentzen für zwei Jahre nach Kanada ab und absolvierte eine Lehre als Glaser. 1915 kam er nach Kopenhagen zurück, wurde wegen mehrerer Einbrüche verhaftet und 1916 zu einer Gefängnisstrafe von drei Jahren in der Jugendstrafanstalt Nyborg verurteilt. Während der Haft beschloss Lorentzen nach Gesprächen mit anderen Häftlingen, sich auf das Aufbrechen von Panzerschränken zu spezialisieren. Bei seinen zahlreichen folgenden Einbrüchen war er nie gewalttätig und verwendete keine Waffen. Ansonsten galt Lorentzen als Frauenheld und Lebemann, war mehrfach verheiratet, davon einmal mit einer Cousine.
Lorentzen wurde mehrmals verhaftet. Insgesamt acht Mal gelang ihm mit zusammengebundenen Bettlaken, Strickleitern, Verkleidungen und durchgesägten Gitterstäben die Flucht aus den Haftanstalten in Ribe, Holsted, Randers, Aalborg, Bogense und Blegdamme.
Als ein Hersteller in Anzeigen für seine Panzerschränke mit der Aussage warb, dass sie selbst von den besten Einbrechern des Landes nicht geöffnet werden könnten, knackte Lorentzen einen solchen Tresor, nur um eine Notiz mit dem Text „Ich konnte“ zu hinterlassen. Die enthaltenen 29.000 Dänischen Kronen ließ Lorentzen unangetastet.
In der Nacht zum 23. Dezember 1949 gelang Lorentzen aus der Strafanstalt in Horsens zum neunten Mal die Flucht aus einer Haftanstalt. Er brach ein Loch in die Wand hinter einem kleinen Bücherregal der Zelle, entfernte eine Bohle der Treppe und grub in 11 Monaten einen 18 Meter langen Tunnel unter dem Gefängnishof zum Kartoffelkeller, von wo aus er entkommen konnte. In der Zelle hinterließ er den Wärtern einen Zettel mit dem Text „Wo ein Wille ist, da ist auch ein Weg“. Während seines Aufenthalts in Freiheit schickte Lorentzen dem Gefängnisdirektor eine Weihnachtskarte. Nach sieben Tagen wurde Lorentzen auf einem nahegelegenen Bauernhof verhaftet. Um eine erneute Flucht zu verhindern, steckte man ihn nun täglich in eine andere Zelle. 1954 wurde Lorentzen entlassen und heiratete zum dritten Mal. Wegen fünf nachgewiesener Diebstähle wurde Lorentzen 1956 erneut inhaftiert.
Durch seine zahlreichen Ausbrüche war Lorentzen in der Bevölkerung beliebt und wurde als eine Art Volksheld gefeiert. Während seiner Inhaftierung beschäftigte sich Lorentzen mit dem Malen und Zeichnen von Bildern sowie der Herstellung von Figuren aus Pappmaché oder Holz. Als er am 1. Juni 1957 oder 1958 in der Strafvollzugsanstalt Horsens an einem Herzinfarkt starb, hatte er fast 38 Jahre in Haft verbracht.
Nach Schließung des Gefängnisses in Horsens 2006 wird die Einrichtung seit 2012 als Veranstaltungszentrum und Museum Fængslet benutzt. Der wiederhergestellte Fluchttunnel ist seit 2017 Teil der Museumsausstellung.